# 한산기
《한산기》(漢山記)는 신라의 학자 김대문(金大問)이 성덕왕 때에 펴낸 책이다. 현전하지 않는다.
김대문이 지은 《계림잡전》, 《고승전》, 《화랑세기》, 《악본》이라는 책과 함께 고려의 김부식이 《삼국사기》를 지을 때 중요한 자료가 되었다고 한다.
김대문은 성덕왕(聖德王) 3년(704년)무렵 한강유역에 있던 한산주(漢山州)의 도독(都督)으로 부임한 적이 있는데, 그때 듣고 본 한산(漢山)지역의 역사·지리·풍속 등을 기록한 역사지리서일 개연성이 높다.

## 같이 보기
- 김대문